# Axel Jacobsen
Axel Jacobsen (* 10. Juli 1984 in Necochea, Argentinien) ist ein dänischer Volleyballspieler.

## Karriere
Jacobsen begann seine sportliche Karriere 2001 beim argentinischen Verein Azul Voley Club. Von dort wechselte der Zuspieler 2004 zum dänischen Erstligisten SK Aarhus. Die Dänen beriefen den gebürtigen Argentinier in dieser Saison in ihre Nationalmannschaft. Nach einer Saison beim italienischen Zweitligisten Pallavolo Pineto kam er 2006 zum österreichischen Bundesligisten Aon hotVolleys Wien. 2008 kehrte er zurück in die zweite italienische Liga und spielte zunächst bei Samgas Crema und anschließend bei den Canadiens Mantova. Im Januar 2011 verpflichtete der polnische Verein AZS Olsztyn ihn als Ersatz für einen verletzten Spieler. Im Sommer 2011 kam er schließlich zum deutschen Bundesligisten TV Bühl. Nach einem kurzen Intermezzo beim italienischen Zweitligisten Volley Brolo kehrte Jacobsen im November 2012 zum TV Bühl zurück. 2014 kehrte Jacobsen zurück nach Argentinien, zunächst zum Club Ciudad de Bolívar und ab 2015 zum UPCN Voley Club.